# موروزوو
موروزوو (انگلیسی: Morozovo) یک شهرک در بخش گوبکینسکی استان بلگورود کشور روسیه است.